# Kummuḫ

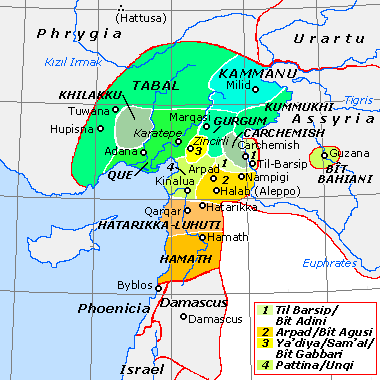
Lage von Kummuḫ innerhalb der späthethitischen Staatenwelt des 1. Jahrtausends v. Chr.

Das eisenzeitliche Reich von Kummuḫ (luwisch: Kumaha, assyrisch: Kummuḫ, urartäisch Qumaḫa, in der Antike Kommagene) lag im östlichen Anatolien südlich von Malatya und nördlich von Karkemiš, westlich von Alzi und östlich von Gurgum in der Ebene von Maraş.
Hauptstadt war vermutlich die gleichnamige Stadt Kummuḫ, das spätere Samosata. Vermutlich ist die Stadt identisch mit dem Kummaha der hethitischen Großreichszeit, es wurde jedoch auch eine Gleichsetzung mit Kemah vorgeschlagen. Weitere wichtige Städte waren Uita und Ḫalpa.
Es scheint zu Assyrien weitgehend freundliche Beziehungen unterhalten zu haben. So kam Adad-nīrārī III. mit seiner Mutter Šammuramat nach der Pazarcık-Stele 805 v. Chr. dem König von Kummuḫ gegen dessen Feinde aus Gurgum zur Hilfe, und opferte in dessen Hauptstadt dem Wettergott.
In der ersten Hälfte des 8. Jh. nahmen urartäische Überfälle zu. 744 v. Chr. hatten die Urartäer die aramäischen Stämme im Norden zu einer Rebellion gegen Kummuḫ angestiftet. Als 743 Sarduri II. gegen Kuštašpi von Kummuḫ zog, die Stadt Uita zerstörte und die königliche Stadt von Ḫalpa belagerte, unterwarf sich der König von Kummuḫ und wurde von den Urartäern wieder eingesetzt. Er zahlte nach dem Bericht des Sarduri als Tribut 40 Minen Gold, 800 Minen Silber, 3000 Stück Textilien, 200 Bronzeschilde und vieles mehr. 743, im dritten Jahr des Tiglat-pileser III. berichten die Annalen dann von einem Sieg gegen Sarduri von Urartu, Matu-Ilu von Arpad, Sulumal von Melidu und Tarḫulara von Gurgum. Tiglat-pileser III. berichtet auch von einem Sieg über Sarduri in Kištan und Ḫalpa, Bezirken von Kummuḫ. Er nimmt das urartäische Lager ein, der König kann jedoch entkommen. Das Kernland von Kummuḫ wurde spätestens 708 v. Chr., während der Regierungszeit Sargon II., annektiert und zur assyrischen Provinz. Diese unterstand dem General zur Linken (turtānu šumēlu).
709 verbündete sich Mutallu von Kummuḫ  mit Argišti II., wurde dann aber wieder assyrischer Vasall. Unter Sargon II. wurde ein Teil von Melid kurzfristig an Kummuḫ angegliedert, bis dessen König Mutallu 708 abgesetzt wurde. Kummuḫ stand bis 612 unter assyrischer Herrschaft.
Aus assyrischen Quellen sind fünf Könige bekannt, aus luwischen Quellen ein weiterer:
| Herrscher               | Regierungszeit       | Synchronismen mit assyrischen Herrschern        | Kommentar                                                       |
| ----------------------- | -------------------- | ----------------------------------------------- | --------------------------------------------------------------- |
| Hattusili I./Qatazilu   | ca. 866 bis ca. 857  | Salmanasser III, Regierungsjahre 1 und 2        | Name vielleicht hethitisch                                      |
| Kundašpi                | ca. 853/856          | Salmanasser III, Regierungsjahr 6               | Name vielleicht iranisch                                        |
| Suppiluliuma/Ušpilulume | 805 bis 773          |                                                 | assyrischer Untertan, auch aus luwischen Inschriften bekannt    |
| Hattusili II.           | Mitte 8. Jahrhundert |                                                 | Sohn von Suppiluliuma                                           |
| Kuštašpi                | ca. 750              | Tiglat-pileser III, Regierungsjahre 3, 6, 8, 14 | Name vielleicht iranisch, assyrischer und urartäischer Untertan |
| Muwatalli/Mutallu       | 712 bis 708          | Sargon II, Regierungsjahre 10, 14               | hethitischer Name, von Assyrern eingesetzt                      |

In hellenistischer und römischer Zeit war die Landschaft unter dem gräzisierten Namen Kommagene bekannt.

## Inschriften
- Ancoz (Ancoz 5, Ancoz 7, Ancoz 8, Ancoz 9, Ancoz 10)
- Inschriften von Boybeypınarı, Provinz Adıyaman, Nordabhang des Kızıl Dağ, sekundär in einer Mauer verbaut, 1931 entdeckt (Museum Ankara)
- Adıyaman 1 und Adıyaman 2, Ausgrabungen in Eski Kâhta
- Samsat (Stele Samsat 1)
- das versunkene Felsrelief von Malpınar